# David contre Goliath
David contre Goliath est une émission de télévision française diffusée sur France 2 de novembre 2001 à juillet 2002 et présentée par Daniela Lumbroso et David Douillet.

## Principe
Le temps d'une soirée, David Douillet vient en aide à des personnes ayant des difficultés d'ordre matériel, social ou affectif à résoudre.
Il essaye, grâce à sa notoriété, de leur ouvrir des portes jusque-là fermées et de réparer certaines injustices en leur donnant des conseils et tente de trouver des solutions.